# 2007 în științifico-fantastic
- 2006 în științifico-fantastic — 2007 în științifico-fantastic — 2008 în științifico-fantastic

2007 în științifico-fantastic implică o serie de evenimente:

## Decese
- 5 ianuarie - Victor Bârlădeanu,  poet, scriitor, dramaturg și publicist evreu român (n. 1928)
- 27 ianuarie : Charles Fontenay, scriitor și jurnalist american, decedat la 89 de ani.
- 27 februarie : David Irvine Masson, scriitor scoțian, decedat la 91 de ani.
- 11 aprilie : Kurt Vonnegut, scriitor american, decedat la 84 de ani. (n. 1922)
- 22 octombrie Horia Aramă (n. 1930)
- 12 noiembrie : Ira Levin, scriitor american, decedat la 78 de ani.

## Filme
| Titlu                                     | Regizor                     | Distribuție                                                         | Țara                                                                                        | Sub-Gen /Note              |
| ----------------------------------------- | --------------------------- | ------------------------------------------------------------------- | ------------------------------------------------------------------------------------------- | -------------------------- |
| Aliens vs. Predator: Requiem              | Greg Strause, Colin Strause | Reiko Aylesworth, Steven Pasquale, Shareeka Epps                    | Statele Unite ale Americii                                                                  | Acțiune, horror            |
| Appleseed Ex Machina                      | Shinji Aramaki              |                                                                     | Japonia                                                                                     | Anime                      |
| 28 Weeks Later                            | Juan Carlos Fresnadillo     | Robert Carlyle, Rose Byrne, Jeremy Renner                           | Spania · Statele Unite ale Americii · Regatul Unit al Marii Britanii și al Irlandei de Nord | Postapocaliptic, horror    |
| Big Man Japan                             | Hitoshi Matsumoto           | Hitoshi Matsumoto, Riki Takeuchi, Ua                                | Japonia                                                                                     | Comedie                    |
| Chrysalis                                 | Julien Leclercq             | Albert Dupontel, Estelle Lefébure, Marie Guillard                   | Franța                                                                                      | polițist, drama            |
| Eden Log                                  | Franck Vestiel              | Clovis Cornillac, Vimala Pons,                                      | Franța                                                                                      | Horror, mister             |
| Fantastic Four: Rise of the Silver Surfer | Tim Story                   | Ioan Gruffudd, Jessica Alba, Chris Evans, Michael Chiklis           | Statele Unite ale Americii                                                                  | Acțiune, aventură          |
| Flatland The Film                         | Ladd Ehlinger Jr.           |                                                                     | Statele Unite ale Americii                                                                  | Animație                   |
| I Am Legend                               | Francis Lawrence            | Will Smith, Alice Braga, Salli Richardson-Whitfield                 | Statele Unite ale Americii                                                                  | Post-apocaliptic, thriller |
| Illegal Aliens                            | David Giancola              | Joanie "Chyna" Laurer, Anna Nicole Smith, Dennis Lemoine            | Statele Unite ale Americii                                                                  | Comedie                    |
| The Invasion                              | Oliver Hirschbiegel         | Nicole Kidman, Daniel Craig, Jeremy Northam                         | Statele Unite ale Americii                                                                  | Thriller                   |
| The Last Mimzy                            | Bob Shaye                   | Chris O'Neil, Rhiannon Leigh Wryn, Timothy Hutton                   | Statele Unite ale Americii                                                                  | Familie, aventură          |
| Meet the Robinsons                        | Stephen Anderson            |                                                                     | Statele Unite ale Americii                                                                  | Animație                   |
| Next                                      | Lee Tamahori                | Nicolas Cage, Julianne Moore, Jessica Biel                          | Statele Unite ale Americii                                                                  | Acțiune, thriller          |
| Paragraf 78, Punkt 1                      | Mikhail Khleborodov         |                                                                     | Rusia                                                                                       | Acțiune, thriller          |
| Resident Evil: Extinction                 | Russell Mulcahy             | Milla Jovovich, Oded Fehr, Ali Larter                               | Statele Unite ale Americii                                                                  | Acțiune, horror            |
| Sex and Death 101                         | Daniel Waters               | Simon Baker, Winona Ryder, Leslie Bibb, Patton Oswalt               | Statele Unite ale Americii                                                                  | Comedie neagră             |
| Spider-Man 3                              | Sam Raimi                   | Tobey Maguire, Kirsten Dunst, James Franco                          | Statele Unite ale Americii                                                                  | Film cu supereroi          |
| Sunshine                                  | Danny Boyle                 | Cillian Murphy, Chris Evans, Rose Byrne                             | Statele Unite ale Americii · Regatul Unit al Marii Britanii și al Irlandei de Nord          | Thriller                   |
| Timecrimes                                | Nacho Vigalondo             | Karra Elejalde, Barbara Goenaga, Nacho Vigalondo                    | Spania                                                                                      | Mister, călătorie în timp  |
| TMNT                                      | Kevin Munroe                | Chris Evans, Sarah Michelle Gellar, Patrick Stewart, Mako           | Statele Unite ale Americii · Hong Kong                                                      | Animație                   |
| Transformers                              | Michael Bay                 | Shia LaBeouf, Megan Fox, Josh Duhamel, Tyrese Gibson, John Turturro | Statele Unite ale Americii                                                                  | Acțiune                    |
| The Man from Earth                        |                             | John Billingsley                                                    | Statele Unite ale Americii                                                                  | Drama                      |
| Underdog                                  | Frederik Du Chau            | Jason Lee, Peter Dinklage, James Belushi                            | Statele Unite ale Americii                                                                  | Animație                   |
| Vexille                                   | Fumihiko Sori               |                                                                     | Japonia                                                                                     | Anime                      |
|                                           |                             |                                                                     |                                                                                             |                            |

## Seriale TV
- Grand Star
- Masters of Science Fiction

## Premii
Premiul Hugo pentru cel mai bun roman
- La Capătul curcubeului -- Rainbows End  de Vernor Vinge

Premiul Nebula pentru cel mai bun roman
- Sindicatul polițiștilor idiș -- The Yiddish Policemen's Union  de Michael Chabon

Premiul Saturn
- Cel mai bun film SF: Monstruos